# BMW R75
La BMW R75 fu una motocicletta con sidecar prodotta durante la Seconda guerra mondiale dall'azienda tedesca BMW.

## La storia
Negli anni '30 la BMW stava già producendo un gran numero di motociclette popolari e dalle grandi prestazioni e sviluppò la R75 dal 1938 in risposta a una richiesta dell'Esercito tedesco di una macchina più efficiente fuori strada. La BMW sviluppò una macchina tecnicamente avanzata in cui la ruota del sidecar era guidata da un asse collegato alla ruota posteriore della motocicletta, rendendo il veicolo in pratica un triciclo. Fornita di un differenziale impostabile su rapporti per strada e fuoristrada la R75 era altamente manovrabile e capace di adattarsi a molte superfici. Fu anche equipaggiata con la retromarcia.

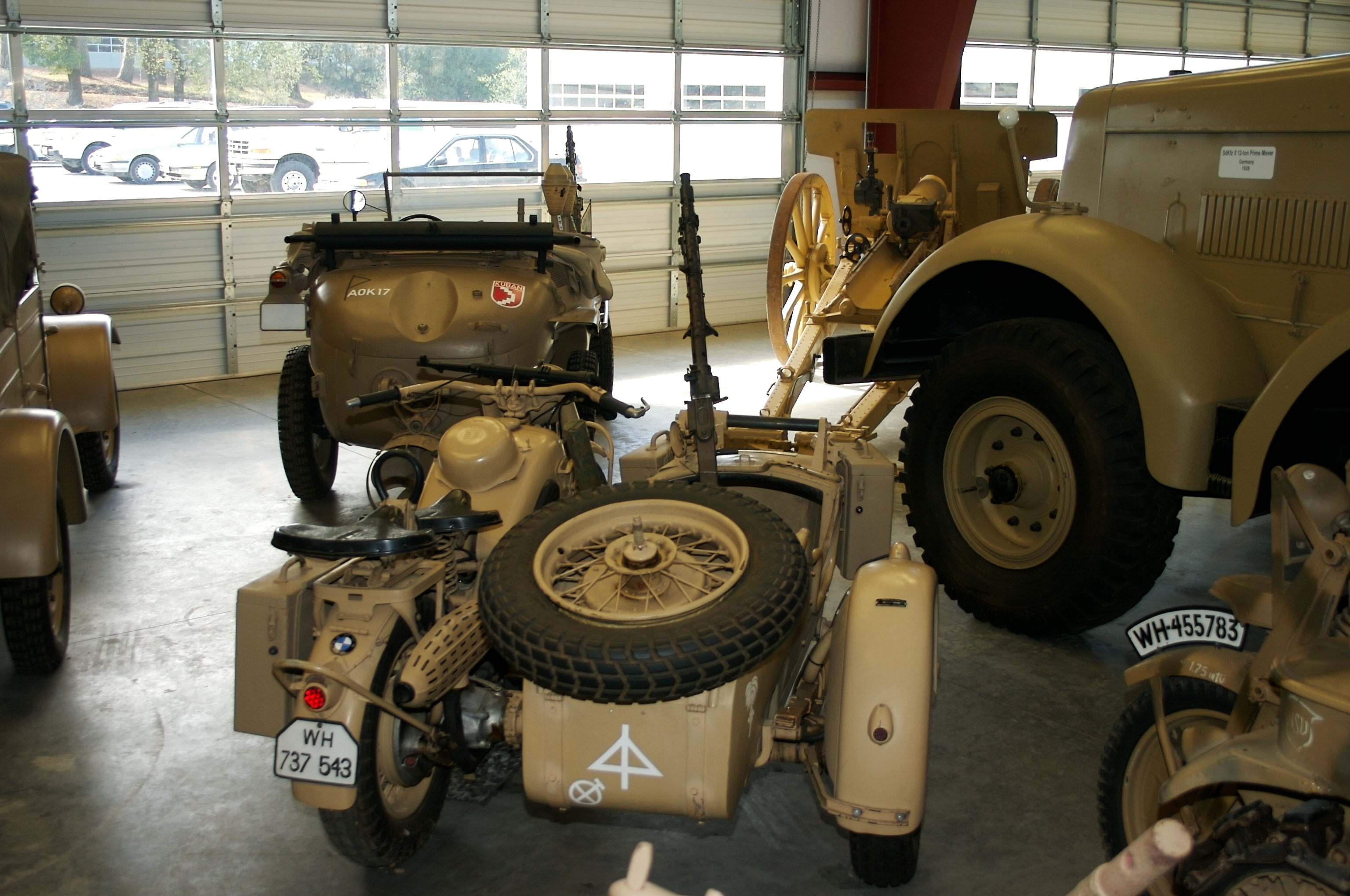
Vista posteriore

La BMW R75 e la sua rivale, la Zündapp KS 750, furono entrambe largamente usate dalla Wehrmacht in Russia e Nord Africa, sebbene dopo un periodo di prova divenne chiaro che la Zündapp era una macchina migliore. Nell'agosto 1942 Zündapp e BMW, su insistenza dell'Esercito, si accordarono per la standardizzazione dei pezzi per ambedue le macchine, con l'intenzione di creare eventualmente un ibrido Zündapp-BMW (denominato BW 43), in cui un sidecar BMW 286/1 sarebbe stato innestato su una motocicletta Zündapp KS 750. Essi decisero anche che la produzione dell'R75 dovesse cessare una volta prodotte 20.200 unità, dopodiché BMW e Zündapp avrebbero prodotto solo la macchina Zündapp-BMW, realizzando 20.000 unità ogni anno.
Dato che l'obiettivo di realizzare 20.200 BMW R75 non fu mai raggiunto, questa rimase in produzione finché la fabbrica a Eisenach non fu così danneggiata dai bombardamenti alleati che la produzione cessò nel 1944.
Tuttavia il programma di standardizzazione significava che le macchine prodotte da BMW e Zündapp usavano il 70% di componenti uguali. Ciò semplificò il rifornimento di parti di ricambio per questi veicoli, alcuni dei quali sono tuttora nelle mani di appassionati di motociclette storiche. Tali veicoli sono ora altamente richiesti come oggetti da collezionismo per la loro tecnologia complessa e durevole, e sono conseguentemente costose. Un'R75 ben restaurata può oggi essere usata senza problemi per attività di tutti i giorni, su strada o fuori strada.
Nel 1954 un piccolo numero di R75 modificate venne prodotto a Eisenach (allora nella RDT controllata dai sovietici) per dei test con la designazione AWO 700, ma non entrarono in piena produzione.

## Confronto con i mezzi similari italiani e alleati
|                                   | Kübelwagen | Fiat 508 M | Moto Guzzi 500 "Alce" | BMW R75  | Willis Jeep |
| Motore                            | Posteriore | Anteriore  | Centrale              | Centrale | Anteriore   |
| Cilindrata (cm3)                  | 1113       | 1089       | 500                   | 746      | 2200        |
| Potenza (CV)                      | 25         | 30         | 14                    | 26       | 60          |
| Trazione                          | 4x2        | 4x2        | 2x1                   | 3x2      | 4x4         |
| Lunghezza (cm)                    | 373        | 314        | 222                   | 240      | 333         |
| Larghezza (cm)                    | 160        | 140        | 79                    | 173      | 157         |
| Altezza (cm)                      | 135        | 153        | 106,5                 | 100      | 114         |
| Peso a vuoto (kg)                 | 635        | 890        | 180                   | 420      | 1105        |
| Rapporto potenza/peso (CV/kg)     | 0,039      | 0,033      | 0.08                  | 0,061    | 0,054       |
| Velocità massima su strada (km/h) | 80         | 95         | 90                    | 92       | 118         |
| Autonomia (km)                    | 400        | 310        | 300                   | 340      | 365         |